# Gevlekte spinorchidee
De gevlekte spinorchidee (Brassia maculata) is een orchideeënsoort.

## Etymologie
De Nederlandse naam van de soort verwijst naar haar bloemen. Deze hebben een gevlekte lip en langwerpige sepalen en petalen die de bloeiwijze een spinachtig uiterlijk geven.
Brassia is vernoemd naar de Britse botanische illustrator William Brass. De soortaanduiding maculata  betekent 'gevlekt'.

## Kenmerken
De soort groeit meestal als epifyt op bomen, maar kan ook worden aangetroffen als lithofyt. De gehele plant (inclusief bloeiwijze) kan een lengte van 90–100 cm bereiken. De bloemstengel groeit uit de basis van de schijnknol en is omgeven door een
bladschede van ongeveer 25 cm lang. De bloemen hebben een opvallende, witachtige tot geelgroene lip die is bedekt met bruine vlekjes. Het gynostemium is geel tot oranje van kleur. De soort lijkt op Brassia caudata; deze laatstgenoemde soort heeft echter een langere lip (tot 5 cm).

## Verspreiding
De soort komt van nature voor in het zuiden van Mexico (Chiapas, Veracruz de Ignacio de la Llave, Tabasco, Guerrero, Oaxaca, Campeche en Quintana Roo), Centraal-Amerika (Belize, Guatemala, El Salvador, Honduras en Nicaragua), Cuba en Jamaica. In het wild wordt de gevlekte spinorchidee vrijwel nooit boven een hoogte van 750 meter aangetroffen.

## Cultivatie
De gevlekte spinorchidee werd door Joseph Banks vanuit Jamaica in Engeland geïmporteerd. In 1813 werd de soort beschreven door Robert Brown. Geïmporteerde exemplaren bloeiden voor het eerst in de Kew Gardens te Londen.
Tegenwoordig is de plant onder andere in cultuur in tropische tuinen en bij kwekers en verzamelaars. Soms wordt de soort te koop aangeboden als kamerplant, alhoewel dit meestal cultivars betreft. De gevlekte spinorchidee heeft een lichte standplaats nodig zonder direct zonlicht. Tevens is een goede luchtcirculatie van belang. De temperatuur mag voor deze orchidee in de winter niet lager zijn dan 15 °C.